# Operace Pastorius

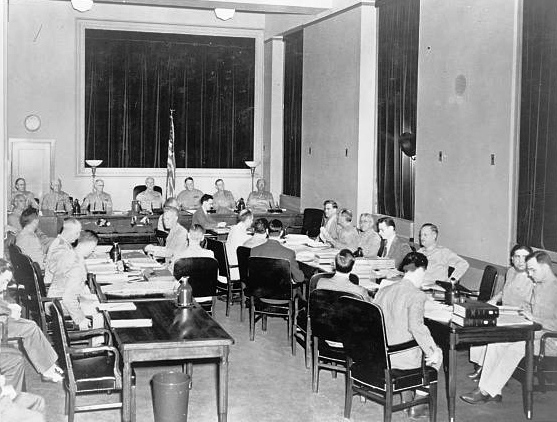
Soud se zajatými Němci, červenec 1942

Operace Pastorius byla nezdařená sabotážní a teroristická operace nacistického Německa, která se měla uskutečnit v roce 1942 v USA. Cílem bylo ochromení amerického průmyslu a nastolení chaosu a paniky mezi civilním obyvatelstvem .

## Vznik plánu a cíle
Poté, co nacistické Německo vyhlásilo 11. 12. 1941 válku USA, schválil Adolf Hitler osobně sabotážní a teroristické útoky proti USA . Na jaře 1942 proběhl v sabotážní výcvikové škole Abwehru, u jezera Quenzsee v městě Brandenburg an der Havel výcvik původně dvanáctičlenného týmu naverbovaných německých Američanů. V čele americké složky školy stál jeden z vůdčích členů pronacistického Německo-amerického spolku působícího v USA Walter Kappe. Účastníci výcviku byli civilisté německého původu, kteří ovládali angličtinu a strávili v minulosti část svého života v USA. Dva z nich, Herbert Haupt a Ernst Peter Burger, byli dokonce americkými občany. Výcvik trval tři týdny a po jeho ukončení 26. 5. 1942 bylo osm členů sabotážní skupiny odvezeno do Lorientu v Bretani. Část z nich zamířila v ponorce na Floridu a druhá část odjela 28. 5. ponorkou na Long Island.
Hlavním cílem plánovaného sabotážního a teroristického útoku bylo ochromení amerického zpracovatelského průmyslu hliníku a hořčíku a zničení továren na kryolit. Dále mělo dojít k odpálení náloží na větších amerických nádražích, na newyorské stanici Pennsylvania a Grand central, na nádraží ve Washingtonu a Chicagu a ve významných obchodních domech vlastněných Židy. Zničen měl být také rozvod vody a elektřiny v New Yorku, vodní elektrárna na Niagarských vodopádech a most Hell Gate v New Yorku. Účelem plánovaných útoků bylo šíření paniky mezi civilním obyvatelstvem a počítalo se také s tím, že americká vláda začne po útocích pronásledovat německé občany žijící v USA, což povede ještě k většímu semknutí všech pronacisticky orientovaných Němců .

## Prozrazená operace
První skupina, kterou tvořil velitel George John Dasch, Richard Quirit, Heinrich Heinck a Ernst Peter Burger se tajně vylodila 13. 6. 1942 v Amagansettu na Long Islandu. Druhá skupina se vylodila 17. 6. 1942 na Ponte Vedra Beach na Floridě a jejími členy byli velitel Edward John Kerling, Herbert Hans Haupt, Werner Thiel a Hermann Otto Neubauer. Členové obou skupin se na pobřeží vylodili v námořních uniformách, přestože nebyli vojáky. Poté se převlékli do civilních šatů, zakopali bedny s výbušninami a vydali se na cestu do vnitrozemí. Velitel první skupiny George John Dasch měl od samého počátku v úmyslu zradit a celou misi bral jen jako svou šanci vrátit se zpět do USA, kde před válkou žil. 14. 6. 1942 tak po poradě s dalším členem mise, Ernstem Peterem Burgerem, zatelefonoval na FBI a pod jménem Frank Daniel Pastorius (kódové označení mise) oznámil, že se chce sejít osobně s ředitelem J. Edgarem Hooverem. 19. 6. 1942 dorazil Dasch do Washingtonu, kde na FBI oznámil vše o chystané teroristické operaci a uvedl také jména všech kontaktních osob žijících na území USA, na které se mohli teroristé případně obrátit. Zatímco zvláštní agent Duane L. Traynor vedl další výslechy Dasche, rozběhla se na území USA velká pátrací akce po zbývajících teroristech a jejich sympatizantech. 27. 6. 1942 oznamuje tisku ředitel FBI J. Edgar Hoover zatčení všech osmi německých agentů .

## Soudní proces
Otázka, jak vést soudní proces s nacistickými agenty, byla od samého počátku složitá. Prezident USA Franklin D. Roosevelt měl velký zájem na tom, aby byli agenti odsouzeni k trestu smrti. Podle generálního prokurátora Francise Biddlea se však provinili pouze pokusem o spáchání trestného činu nebo přípravou trestného činu, za což jim hrozilo maximálně několik let ve vězení. Podle vyjádření právníků FBI mohli být zase sabotéři odsouzeni pouze za spiknutí za účelem útoku na USA, za což jim hrozila pokuta nebo dva roky odnětí svobody. 29. 6. se na poradě sešel J. Edgar Hoover, generální prokurátor Francis Biddle, ministr války Stimson a zástupce ředitele FBI Conneley. Během schůzky bylo dohodnuto, že se vytvoří zvláštní soudní tribunál, soudní proces proběhne v utajení a šest obžalovaných bude nakonec popraveno . 2. 7. 1942 rozhodl prezident Roosevelt, jako vrchní velitel branné moci, o tom, že ustanovuje vojenský tribunál, který bude nacistické agenty soudit. Tento vojenský tribunál, který vznikl rozkazem prezidenta USA, opíral svou legitimitu o rozsudek Nejvyššího soudu USA z dob americké občanské války – tzv. Ex Parte Milligan. Soudní proces začal 8. 7. 1942 v budově ministerstva spravedlnosti ve Washingtonu.
Členové soudního tribunálu byli vybráni prezidentem. Žádný z nich nebyl právník, ale všichni byli generálové. Předsedou tribunálu byl generál Frank R. McCoy. Žalobcem byl generální prokurátor Francis Biddle a vojenský soudce Myron Cramer. Kromě Dasche neměl žádný z obžalovaných právního zástupce. Sedm obžalovaných zastupovali čtyři právníci jmenovaní prezidentem. Hlavními obhájci byli plukovník Kenneth Clairborne Royall a plukovník Cassius M. Dowell. Plukovník Royall od samého počátku napadal prezidentovo nařízení o ustanovení vojenského tribunálu a argumentoval tím, že obžalovaní jsou civilisté (dva z nich dokonce občané USA) a pokud fungují civilní soudy, měl by se proces konat veřejně před civilním a nikoliv vojenským soudem . Ustanovení vojenského tribunálu považovala obhajoba za porušení práva habeas corpus, tedy práva na řádný a spravedlivý soud. Obhajoba trvala od prvních okamžiků na tom, že rozkaz ustavující vojenský justiční sbor je nezákonný . Jediný soud, který mohl zrušit rozhodnutí prezidenta byl Nejvyšší soud, který nad případem zasedl 29. 7. 1942. Již 31. 7. 1942 Nejvyšší soud potvrdil soudní pravomoci vojenského tribunálu. 3. 8. 1942 zasedl vojenský tribunál naposledy a doporučení tribunálu bylo předáno prezidentu Rooseveltovi, který návrhy soudu potvrdil. 8. 8. 1942 bylo šest nacistických agentů popraveno na elektrickém křesle a dva – Ernst Peter Burger a George John Dasch, byli odsouzeni k trestu odnětí svobody, Burger na doživotí a Dasch na 30 let. 

V roce 1948, tehdejší americký prezident Harry S. Truman Burgera i Dasche propustil a deportoval do Německa.
Nebyli vítáni zpět, jelikož byli vnímáni jako zrádci mající na svědomí smrt svých druhů. 

Dasch později napsal knihu o svém zapojení do operace Pastorius a zemřel v roce 1992 v Ludwigshafenu ve věku 89 let.
Burger zemřel 9. října 1975 ve věku 69 let.